# Horst Hallensleben
Horst Hallensleben (* 3. April 1928 in Evingsen; † 7. August 1998) war ein deutscher Kunsthistoriker mit Schwerpunkt in der byzantinischen Kunst.

## Leben
Nach seinem Abitur 1949 studierte Horst Hallensleben ab 1950 Kunstgeschichte, Klassische und Christliche Archäologie. Seine akademischen Lehrer waren unter anderen Carl Andresen, Richard Hamann und Richard Hamann-Mac Lean, Friedrich Matz und Karl Hermann Usener. Nach der Promotion 1959 bei Richard Hamann-Mac Lean an der Universität Marburg zum Dr. phil. wurde er 1971 Dozent in Bonn und später bis 1993 Professor.
Zu seinen Schülerinnen zählen Yıldız Ötüken, Lioba Theis, Birgitt Borkopp, Margitta Buchert, Neslihan Asutay, Kerstin Englert, Ulrike Koenen und Barbara Schellewald.

## Schriften (Auswahl)
- Die Malerschule des Königs Milutin. Untersuchungen zum Werk einer byzantinischen Malerwerkstatt zu Beginn des 14. Jahrhunderts. Gießen 1963, OCLC 1075903593.
- mit Richard Hamann-Mac Lean: Die Monumentalmalerei in Serbien und Makedonien. Vom 11. bis zum frühen 14. Jahrhundert. Register zu Teil 1 - 3: Mit Denkmälerkarte und Beilagen. Gießen 1976, OCLC 256566767.